# غوستاف سيبيشي
غوستاف سيبيشي (بالمجرية: Szepesi Gusztáv)‏ (مواليد 17 يوليو 1939) هو لاعب كرة قدم. يلعب مع منتخب المجر لكرة القدم. سبق له أن لعب في كأس العالم لكرة القدم مع منتخب بلاده.

## مسيرته الكروية
لعب غوستاف سيبيشي خلال مسيرته الاحترافية مع نادِ واحدٍ في أحد عشر موسمًا وسجل خلالها 10 أهداف ضمن 147 مباراة. ولم يفز بأي موسم بالكأس أو بالدوري.
خاض غوستاف سيبيشي مسيرته مع نادي تاتابانيا ‏ في موسم 1959–60 ليلعب معه أحد عشر موسمًا، مشاركًا في 147 مباراة سجل خلالها 10 أهداف.

## روابط خارجية
- غوستاف سيبيشي على موقع الاتحاد الدولي (مؤرشف)  (الإنجليزية)
- غوستاف سيبيشي على موقع قاعدة بيانات كرة القدم.إي يو (الإنجليزية)
- غوستاف سيبيشي على موقع ناشيونال فوتبول تيمز (الإنجليزية)
- غوستاف سيبيشي على موقع أوليمبيديا (الإنجليزية)